# Marion Motley
Marion Motley (* 5. Juni 1920 in Leesburg, Georgia, USA; † 27. Juni 1999 in Cleveland, Ohio) war ein US-amerikanischer American-Football-Spieler. Er spielte unter anderem als Fullback in der National Football League (NFL) bei den Cleveland Browns.

## Herkunft
Marion Motley wurde in Georgia als Sohn von Shakeful und Blanche Motley geboren, wuchs allerdings in Canton, Ohio, auf, wo seine Familie hinzog, als er drei Jahre alt war. Bereits als High-School-Footballspieler fiel er seinem späteren Trainer bei den Cleveland Browns, Paul Brown, auf. Brown trainierte zu diesem Zeitpunkt eine gegnerische Mannschaft. Motley studierte nach seinem Schulabschluss 1939 an der South Carolina State University und danach an der University of Nevada, Reno. Im Jahr 1943 brach Motley aufgrund einer Knieverletzung sein Studium ohne Abschluss ab und kehrte nach Ohio zurück. In Canton heiratete er und arbeitete in einer Stahlfabrik. Während des Zweiten Weltkrieges leistete er seinen Militärdienst bei der U.S. Navy und spielte 1945 für eine Marinemannschaft, deren Trainer Paul Brown war, American Football.

## Spielerlaufbahn
Im Jahr 1946 wurde Motley von den Cleveland Browns, die in der neugegründeten All-America Football Conference (AAFC) beheimatet waren, unter Vertrag genommen. Trainer seiner neuen Mannschaft war erneut Paul Brown. Motley und sein Mannschaftskamerad Bill Willis in der AAFC, sowie die beiden NFL-Spieler Woody Strode und Kenny Washington waren die einzigen afroamerikanischen Spieler, die als Profispieler unter Vertrag standen. Motley erhielt in seinem ersten Spieljahr ein Gehalt von 4500 US-Dollar. 
Die Browns waren das dominierende Team der AAFC. In ihren Reihen spielten mehrere spätere Mitglieder in der Pro Football Hall of Fame, so der Quarterback Otto Graham, der Spieler der Defensive Line Bill Willis und der Spieler der Offensive Line Lou Groza. 1946 gewannen sie im Endspiel gegen die New York Yankees mit 14:9. Marion Motley, der als Fullback und als Linebacker für die Browns auflief, erzielte im Endspiel einen Touchdown und 98 Yards Raumgewinn durch Laufspiel. 1947 wurden im Endspiel die Yankees mit 14:3 besiegt. Erneut machte Motley ein gutes Spiel und erlief einen Raumgewinn von 109 Yards.
1948 gewann Motley seinen dritten Meistertitel, die Browns besiegten im Endspiel die Buffalo Bills mit 49:7. Ihm gelangen drei Touchdowns und ein Raumgewinn von 133 Yards. Auch bei seinem vierten Titelgewinn konnte sich Motley in die Rekordbücher der AAFC eintragen. Beim 21:7-Sieg seiner Browns über die San Francisco 49ers im Jahr 1949 erzielte er seinen fünften Touchdown in einem Endspiel.
Die AAFC musste aufgrund finanzieller Schwierigkeiten nach der Saison 1949 den Spielbetrieb einstellen. Die Browns wurden in die NFL aufgenommen. Ihr Siegeszug setzte sich in der NFL fort. Im NFL Endspiel 1950 schlugen sie die Los Angeles Rams mit 30:28. 1951 endete die Siegesserie der Browns. Erstmals unterlagen sie in einem Endspiel. Die Rams konnten sich mit 24:17 gegen die Browns durchsetzen.
Marion Motley konnte 1948 und 1950 die Saisonrekorde für durch Laufspiel erzielten Raumgewinn aufstellen. Aufgrund von Verletzungen ließen seine Leistungen nach 1950 deutlich nach. Er wurde nur noch selten als Starter eingesetzt. Die Browns blieben eine der besten Mannschaften der NFL und zogen 1953 mit dem verletzungsanfälligen Motley in das NFL Endspiel ein, unterlagen dort aber den Detroit Lions mit 17:16. 1954 unterbrach Motley, der in seinem letzten Spieljahr ein Jahreseinkommen von 15.000 US-Dollar erhielt (nach anderen Quellen 11.500 US-Dollar), aufgrund seiner zahlreichen Verletzungen seine Laufbahn. 1955 kehrte er nochmals in die NFL zurück und lief für die Pittsburgh Steelers auf. Weitere Verletzungen zwangen ihn aber dazu, nach sieben Spielen in Pittsburgh seine Karriere endgültig zu beenden. Motley galt als ausgezeichneter Läufer, war aber gleichzeitig kräftig genug, um die gegnerischen Spieler der Defense zu blocken. Auch als Linebacker zeigte er überdurchschnittliche Leistungen in der Defense der Browns.

## Nach der NFL
Der schwarze Motley wollte nach seiner Spielerlaufbahn als Trainer tätig werden. Rassistische Vorurteile ließen sein Vorhaben jedoch scheitern. Zu seiner Enttäuschung waren auch die Browns nicht bereit, ihn als Trainer zu verpflichten. Er arbeitete daher zeitweise als Scout für die Browns, nahm verschiedene Gelegenheitstätigkeiten wahr und arbeitete unter anderem für die staatliche Lotterie von Ohio. Motley starb in Cleveland an Prostatakrebs und hinterließ drei Söhne. Seine letzte Ruhestätte fand er auf dem Evergreen Memorial Park Cemetery in Bedford Heights.

## Ehrungen
Marion Motley spielte in einem Pro Bowl, dem Abschlussspiel der besten Spieler einer Saison. Er wurde fünfmal zum All-Pro gewählt. Die Browns ehren ihn in der Cleveland Browns Honor Roll. Er ist Mitglied im NFL 1940s All-Decade Team, im NFL 75th Anniversary All-Time Team und seit 1968 in Pro Football Hall of Fame. Er ist nach Emlen Tunnell der zweite afroamerikanische Spieler, dem diese Ehrung zuteilwurde. Die Zeitschrift The Sporting News wählte ihn zu einem der besten 100 Footballspieler aller Zeiten.